# ジャーク・ボンドン
ジャーク・ボンドン（フランス語：Jacques Bondon)はフランスの作曲家。
彼は1927年12月6日に生まれ、2008年4月2日に死去。